# Schermlezer
Een schermlezer of (naar het Engels) screenreader is een softwareprogramma dat de tekst van het computerscherm voorleest.
Schermlezers worden voornamelijk gebruikt door blinden en slechtzienden, soms in combinatie met een brailleleesregel.
De keuze voor een bepaalde schermlezer is afhankelijk van de gebruiker en de omstandigheden. Vooral in zakelijke omgevingen is het belangrijk om eerst een werkplekanalyse uit te voeren om vast te kunnen stellen welke programma's er worden gebruikt. Tijdens een dergelijk onderzoek komt naar voren of er sprake is van lokaal geïnstalleerde software, virtuele omgevingen en webgebonden applicaties. De complexiteit van een werkplek stelt hoge eisen aan een schermlezer en of er scripting nodig is om alles goed aan de praat te krijgen en te houden. Op basis van de analyse zal de keuze gemaakt worden voor de meest geschikte schermlezer. 
In 2004 kondigde Apple een ingebouwde schermlezer aan in een toekomstige versie van zijn besturingssysteem Mac OS X. Deze schermlezer onder de naam VoiceOver werd in april 2005 geïntroduceerd.
Sinds begin 2007 bevat de desktopomgeving GNOME standaard de opensource-schermlezer Orca.